# Neptis mananda
Neptis mananda är en fjärilsart som beskrevs av Moore 1877. Neptis mananda ingår i släktet Neptis och familjen praktfjärilar. Inga underarter finns listade i Catalogue of Life.